# 이탈리아의 전쟁 범죄
이탈리아의 전쟁 범죄는 주로 이탈리아 왕국, 파시스트 이탈리아 및 이탈리아 사회공화국과 관련이 있으며, 이탈리아-튀르크 전쟁부터 리비아 평정, 제2차 이탈리아-에티오피아 전쟁, 스페인 내전, 그리고 제2차 세계 대전에 걸쳐 발생했다.

## 이탈리아-튀르크 전쟁
1911년 이탈리아는 오스만 제국과 전쟁하여 오스만령 트리폴리타니아를 침공했다. 이 분쟁 중 가장 악명 높은 사건 중 하나는 1911년 10월 트리폴리 학살로, 인근 시아라 샤트에서 매복 공격으로 잡힌 이탈리아 포로의 처형 및 훼손에 대한 보복으로 메키야 오아시스 주민 약 4,000명이 살해되었다. 사흘 동안 리비아 및 튀르키예 남성, 여성, 어린이들이 거리와 집, 농장, 정원에서 무차별적으로 살해되었다. 또한 리비아 및 튀르키예 여성들은 이탈리아 군인들에게 강간 및 성폭행을 당했으며, 이는 오스만 군인들에 의한 포로 이탈리아 군인들에 대한 격렬하고 폭력적인 보복을 촉발했다. 전쟁 중 튀르키예군과 함께 복무하던 영국군 장교가 보고한 또 다른 사건에서는 이탈리아 병사들이 여성과 어린이들이 피난처를 찾았던 모스크에서 수백 명의 민간인을 불태웠다. 1912년에는 리비아의 강제 수용소에 10,000명의 튀르키예 및 아랍 군인들이 투옥되었고, 모든 튀르키예 군인들이 처형되었다.

## 제1차 세계 대전
제1차 세계 대전에서 오스만 제국이 패배하고 항복한 후 이탈리아가 아나톨리아 남서부를 점령하는 동안, 이탈리아 점령군이 점령한 도시와 마을에서 튀르키예 민간인에 대한 강간을 저질렀다는 수많은 보고와 불만이 제기되었다. 반면에, 일부 보고서에 따르면 이탈리아군은 때때로 튀르키예 어린이들에게 초콜릿과 엽서를 나눠주고, 이재민이 된 튀르키예 민간인에게 피난처를 제공하는 등 자비롭고 공정한 태도를 보였다고 한다. 다른 보고서들은 튀르키예에서 이탈리아군의 행동이 혼재되어 있었고, 일반적으로 "자의적"이었으며 특정 상황에 따라 달라졌다고 진술한다.

## 리비아 평정

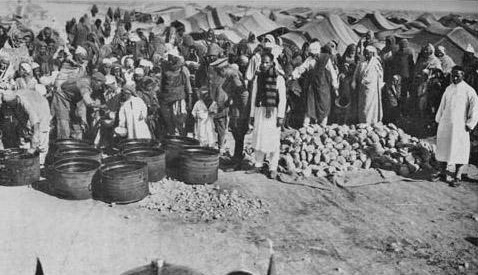
엘 아길라 강제 수용소에 수용된 리비아인 포로들

1923년 베니토 무솔리니는 이탈리아의 리비아 영토에 대한 통제력을 강화하기 위해 리비아 평정 작전을 시작했고, 이탈리아군은 이탈리아 식민지 개척자들이 빠르게 정착할 수 있도록 리비아의 넓은 지역을 점령하기 시작했다. 그들은 오마르 무크타르가 이끄는 세누시의 저항에 직면했다. 세누시와 협력한 것으로 의심되는 민간인들은 처형되었다. 전투에서 피난 온 난민들은 이탈리아 항공기의 폭격과 기총소사에 시달렸다. 1930년 북부 키레나이카에서는 20,000명의 베두인족이 이주당하고 그들의 땅은 이탈리아 정착민들에게 주어졌다. 베두인족은 사막을 가로질러 강제 수용소로 강제 이주되었다. 수용소에서는 굶주림과 다른 열악한 조건들이 만연했으며 수감자들은 무자유 노동에 사용되었고, 결국 1933년 9월 폐쇄될 때까지 거의 4,000명의 수감자들이 사망했다. 로돌포 그라치아니의 병력이 저지른 전쟁 범죄 및 잔혹 행위에 대한 기록에 따르면, 그들은 높은 고도의 비행기에서 포로들을 던지고, 살아있는 채로 탱크로 깔아뭉개고, 여성들을 강간하고 내장을 끄집어내고, 겨자 가스로 마을을 무차별적으로 폭격했으며, 여성이나 어린이도 가리지 않았다. 1929년부터 1934년까지 죽음의 행진, 화학 가스 공격, 사막 강제 수용소의 잔혹한 환경 등으로 총 20,000명에서 100,000명의 리비아인이 사망한 것으로 추정된다. 유엔은 전체 이탈리아 식민지 시기인 1912년부터 1942년까지 250,000~300,000명의 리비아 민간인이 이탈리아 식민주의로 인해 목숨을 잃었다고 추정했다. 그러나 일부 추정치에 따르면 1912년-1942년 기간 동안 리비아의 총 사망자 수는 500,000명에 달할 수도 있다.

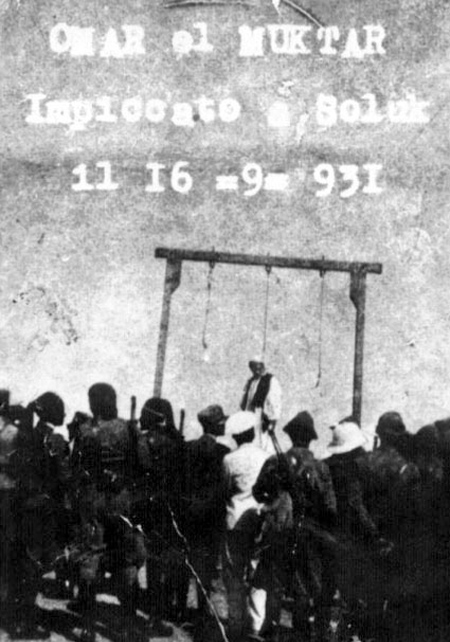
오마르 무크타르의 처형 (1931년 9월 16일)

## 제2차 이탈리아-에티오피아 전쟁
제2차 이탈리아-에티오피아 전쟁 기간 동안 이탈리아의 전쟁법 위반 사례가 보고 및 기록되었다. 여기에는 화학 무기인 머스터드 황 사용, 대반란 작전에서 강제 수용소 사용, 적십자 시설 공격 등이 포함되었다. 이탈리아 당국은 이러한 행동이 에티오피아인들이 헤이그 협약 제4조 3항에 의해 금지된 덤덤탄을 사용하고 포로로 잡힌 병사들을 훼손한 것에 대한 대응이라고 주장했다.
에티오피아 정부에 따르면, 382,800명의 민간인 사망이 이탈리아 침공에 직접적으로 기인했다. 폭격으로 17,800명의 여성과 어린이가 사망했고, 1937년 2월 학살에서 30,000명이 사망했으며, 강제 수용소에서 35,000명이 사망하고, 마을과 농장의 파괴로 인한 궁핍으로 300,000명이 사망했다. 에티오피아 정부는 또한 이탈리아인들이 2,000개의 교회와 525,000채의 집을 파괴하고, 6백만 마리의 소, 7백만 마리의 양과 염소, 170만 마리의 말, 노새, 낙타를 몰수하거나 도살하여 후자의 죽음을 초래했다고 주장했다.
1937년–1941년 이탈리아 점령 기간 동안 잔혹 행위도 발생했다. 1937년 2월 예카티트 12 학살에서 부왕 로돌포 그라치아니 암살 시도에 대한 보복으로 최대 30,000명의 에티오피아인이 살해되고 훨씬 더 많은 사람들이 투옥되었을 수 있다. 2017년 연구에 따르면 19,200명이 사망한 것으로 추정되며, 이는 아디스아바바 인구의 5분의 1에 해당한다. 특히 에티오피아 테와히도 정교회가 표적이 되었다. 수천 명의 에티오피아인도 강제 수용소인 다나네와 노크라에서 사망했다.

## 스페인 내전
스페인 내전 기간 동안 자원군단 소속 이탈리아 병사 75,000명과 공군 군단 소속 병사 7,000명이 국민파 측에서 싸웠다. 이들은 하티바의 철도 인프라와 같은 합법적인 군사 목표물도 폭격했지만, 이탈리아 공군은 "적군의 사기를 약화시키기 위한 목적"으로 많은 민간인 목표물 폭격에 참여했다. 더 주목할 만한 폭격 중 하나는 바르셀로나 폭격으로, 1,300명의 민간인이 사망하고 수천 명이 더 부상당하거나 집을 잃었다. 이탈리아군에 의해 테러 폭격의 대상이 된 다른 도시로는 두랑고, 알리칸테, 그라놀러스, 게르니카가 있다.
1936년부터 1939년까지 마요르카 이탈리아 점령 기간 동안, 파시스트 흑셔츠 지도자 아르코노발도 보나코르시가 이끄는 이탈리아군은 공산주의자로 고발된 3,000명을 살해하고 모든 죄수들을 총살하여 마요르카의 교도소를 비우는 잔혹한 테러를 시작했다.
역사학자 에피 페달리우가 영국 기록 보관소에서 발견한 문서와 이탈리아 역사학자 다비데 콘티가 이탈리아 기록 보관소에서 발견한 문서는 이탈리아 강제 수용소의 존재와 스페인 내전 동안 이탈리아가 저지른 전쟁 범죄에 대한 기억이 냉전으로 인해 억압되었다는 점을 지적했다.

## 제2차 세계 대전
영국과 미국 정부는 전후 이탈리아 공산당을 두려워하여 이탈리아 최고 당국이 주장된 이탈리아 전범들의 인도와 법정 출두를 막으려는 노력을 묵인함으로써 정의 구현을 효과적으로 저해했다. 로마 독일 역사 연구소의 역사학자 필리포 포카르디는 이탈리아 공무원들이 인도를 피하라는 지시를 받았음을 보여주는 기록 문서를 발견했다. 전형적인 지시는 이탈리아 총리 알치데 데 가스페리에 의해 발행되었는데, "시간을 벌고, 요청에 대한 답변을 피하려고 노력하라"고 쓰여 있었다. 이탈리아 전쟁 범죄 부인은 이탈리아 국가, 학계, 언론에 의해 지지되었고, 이탈리아를 독일 나치즘과 전후 포이베 학살의 희생자로만 재창조했다.
유고슬라비아, 그리스, 에티오피아가 제2차 세계 대전 말에 범죄인 인도를 요청했던 이탈리아 전범 목록에 올라 있던 여러 용의자들은 뉘른베르크 국제군사재판과 같은 재판을 전혀 받지 못했다. 왜냐하면 냉전이 시작되면서 영국 정부는 목록에 올라 있던 피에트로 바돌리오를 전후 반공주의 이탈리아의 보증인으로 보았기 때문이다.

### 유고슬라비아

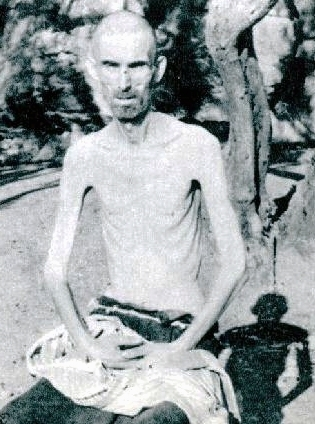
랍에 있는 이탈리아 강제 수용소의 죄수들. 이곳에 수감된 15,000명의 슬로베니아 및 크로아티아 민간인 중 많은 여성과 어린이가 있었고, 3,500명 이상의 민간인이 수용소에서 사망한 것으로 추정된다.

1941년 4월, 이탈리아는 유고슬라비아를 침공하여 슬로베니아, 크로아티아, 보스니아, 몬테네그로, 세르비아, 마케도니아의 많은 부분을 점령했으며, 류블랴나 주, 고르스키코타르, 중앙 달마티아 및 대부분의 크로아티아 섬들을 이탈리아에 직접 합병했다. 슬로베니아 및 크로아티아 파르티잔이 이끄는 저항이 증가하자 이탈리아군은 "즉결처형, 인질 잡기, 보복, 억류, 주택 및 마을 불태우기" 전술을 채택했다. 군사적 기세를 되찾기 위해 이탈리아군은 체트니크를 설득하여 자신들의 하위 세력이 되게 했다. 마리오 로아타는 크로아티아에서 독일의 통제를 견제하는 데 도움을 주기 위해 세르비아인들을 모집했다. 체트니크는 친독 크로아티아인 대신 추축국의 소탕 작전으로 정리된 영토를 점령하게 되어 있었다. 로아타는 다른 사령관들과 마찬가지로 독일 국방군 장군들이 히틀러가 유고슬라비아에 대한 이탈리아의 오랜 제국적 주장을 존중하겠다는 반복된 구두 약속을 지키지 않을까 우려했다. 협력의 대가로 체트니크는 이탈리아가 무슬림에 대한 복수를 하고 크로아티아 공동체에 대한 보복 공격을 수행하는 동안 눈감아 줄 것을 기대했다. 로아타는 자그레브에 초래된 혼란 때문에 그러한 복수를 지지하지 않았지만, 체트니크에게 자제하라고 가끔 경고하는 것은 효과가 없었다. 많은 현장 사령관들은 파르티잔을 뿌리 뽑는 불쾌한 작업을 체트니크와 협력자들을 사용하여 병력을 아끼는 것을 선호했다.

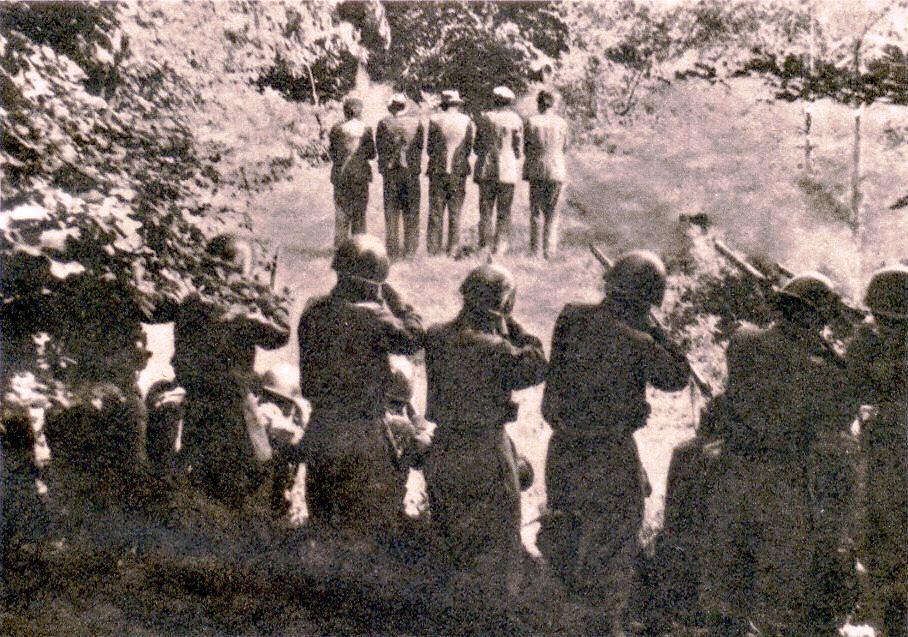
슬로베니아 다네 마을에서 슬로베니아 민간인 인질들을 총살하는 이탈리아 병사들

1942년 5월 무솔리니는 이탈리아 제2군 사령관 마리오 로아타에게 "가장 좋은 상황은 적이 죽는 것이다. 그러므로 우리는 필요한 경우 많은 인질을 잡고 그들을 총살해야 한다"고 말했다. 이를 실행하기 위해 로아타는 피우메주와 크로아티아의 폐쇄, 구 국경 동쪽의 사람들을 내륙 3~4km 거리로 대피시키는 것, 국경 순찰대를 조직하여 국경을 넘으려는 사람들을 모두 사살하는 것, "2만에서 3만 명"을 이탈리아 강제 수용소에 대량 억류하는 것, 가옥을 불태우고, 파르티잔과 접촉한 것으로 의심되는 마을 주민들의 재산을 이탈리아 병사 가족을 위해 몰수하는 것을 제안했다. 그는 또한 달마티아로 계획을 확장하고 강제 수용소를 건설할 필요성을 언급했다. 로아타는 "필요하다면 잔혹함을 사용하는 것을 주저하지 마라. 완전한 숙청이 되어야 한다. 우리는 모든 주민들을 억류하고 그 자리에 이탈리아 가족들을 배치해야 한다"고 주장했다.

#### 이탈리아 강제 수용소

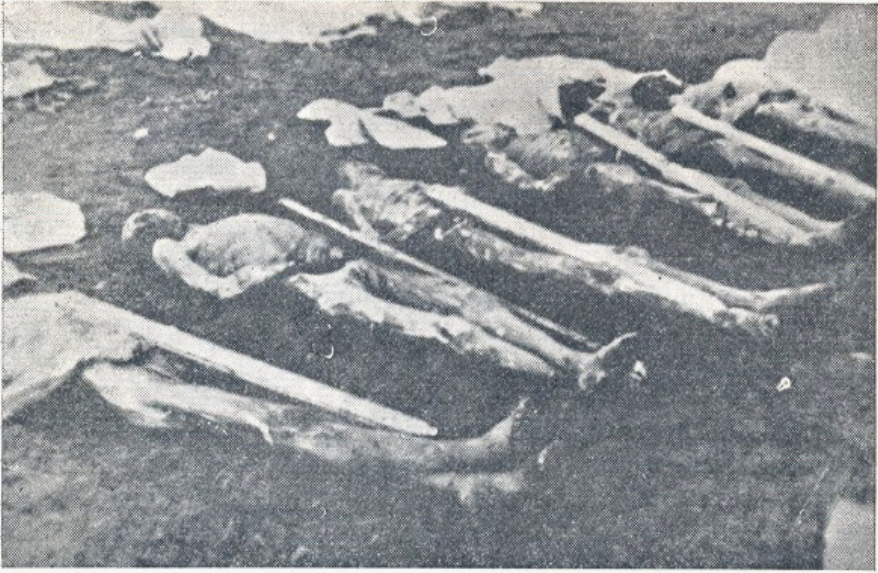
라브 강제 수용소의 사망자들. 구 유고슬라비아의 민간인들을 위한 이탈리아 강제 수용소 중 하나이다.

단독으로 류블랴나주에서 이탈리아인들은 약 25,000명에서 40,000명의 슬로베니아 민간인들을 강제 수용소로 보냈는데, 이는 전체 인구의 7.5%에서 12%에 달했다. 이탈리아인들은 또한 수만 명의 크로아티아인, 세르비아인, 몬테네그로인 등 많은 여성과 어린이를 포함한 사람들을 강제 수용소로 보냈다. 달마티아에서 8만 명(인구의 12%)이 다양한 이탈리아 강제 수용소를 거쳐갔다. 몬테네그로 전체 인구의 3분의 1에 해당하는 98,703명의 몬테네그로 민간인이 이탈리아 강제 수용소로 보내졌다. 유럽에서 가장 과감한 작전 중 하나였던 이 작전은 랍, 고나르스, 모니고, 레니치 디 안지아리, 몰라트 등 많은 이탈리아 강제 수용소를 가득 채웠다. 1942년 10월 랍 강제 수용소 한 곳에만 수용된 10,619명의 민간인 중 3,413명은 여성과 어린이였으며, 어린이 수감자는 1,422명에 달했다. 랍에서만 163명 이상의 이름이 확인된 어린이를 포함하여 3,500명 이상의 수감자가 사망했으며, 이는 사망률이 18%에 달한다. 몰라트 수용소에서는 약 1,000명의 수감자가 사망했으며, 고나르스 수용소에서는 93명의 어린이를 포함하여 500명 이상이 사망했다. 강제 수용소 생존자들은 전쟁 후 이탈리아 국가로부터 아무런 보상도 받지 못했다.

#### 민간인 및 인질 대량 학살
몬테네그로 봉기 중 파르티잔의 행동에 대한 보복으로, 알레산드로 피르치오 비롤리 장군의 지휘를 받는 이탈리아군은 1941년 12월 2일 플레블라에서 74명의 몬테네그로 민간인과 잡힌 파르티잔들을 살해했다. 이탈리아군은 1941년 12월 14일 바비나 블라카, 야부카, 미하일로비치 마을에서 추가 학살을 자행하여 가옥을 파괴하고 120명의 몬테네그로 민간인을 살해했다.
1942년 7월 초, 피우메 맞은편에서 작전 중인 이탈리아군은 달마티아 해안의 스플리트 근처에서 크로아티아와 슬로베니아 민간인 800명을 총살하고 20채의 집을 불태웠다고 보고되었다. 1942년 7월 12일, 이탈리아군은 포드훔 학살에서 약 100명의 크로아티아 민간인을 살해하고, 889명의 민간인을 강제 수용소로 추방했다. 같은 달 후반, 이탈리아 공군은 프로조르 근처의 유고슬라비아 마을 4개를 거의 파괴하고, 현지 게릴라 공격으로 고위 장교 두 명이 사망한 것에 대한 복수로 수백 명의 민간인을 살해했다고 보고되었다. 1942년 8월 둘째 주, 이탈리아군은 게릴라 공격에 대한 보복으로 크로아티아 마을 6개를 불태우고 200명 이상의 민간인을 총살했다고 보고되었다. 1942년 9월, 이탈리아군은 현지 게릴라 공격에 대한 보복으로 슬로베니아의 마을 100개를 파괴하고 마을 주민 7,000명을 살해했다고 보고되었다.
1942년 11월 16일, 파르티잔의 군용 트럭 호송대 공격 후, 이탈리아군은 보복으로 작은 크로아티아 마을인 프리모슈텐을 목표로 육상, 공중, 해상 합동 무차별 폭격을 감행했다. 이 공격으로 약 150명의 민간인이 사망했고, 인근 마을도 불탔으며, 200명의 시민이 체포되었다.
1943년 1월 내내 "롬바르디아"와 "레" 사단 소속 이탈리아군은 고스피치 주변의 리카 지역에서 대규모 대파르티잔 작전을 개시했다. 작전 중 이탈리아군은 12개 마을을 완전히 파괴하여 약 2,806채의 집과 농장을 파괴하거나 불태우고 635명의 민간인을 살해했다.
1943년 7월 대파르티잔 작전 중 이탈리아군은 주르노브니카 마을과 주변 23개 부락을 완전히 파괴했다. 이 보복 작전 중 이탈리아군은 약 900채의 집을 불태우고 97명의 민간인을 총살했으며, 880명의 민간인을 강제 수용소에 수감하고 약 150척의 보트를 파괴했다.
이탈리아 당국은 파르티잔 공격으로 사망한 이탈리아 병사 및 시민에 대한 보복으로 민간인 인질 총살 할당량을 제정했다. 달마티아에서는 이탈리아 민간인 1명당 민간인 인질 5명, 이탈리아 장교 또는 공무원 1명당 민간인 인질 20명을 처형하기로 했다. 인질은 민간인 중에서 잡았고 강제 수용소에 억류되었다.
다른 지역에서는 할당량이 더 자의적이었다. 예를 들어, 이탈리아군은 1943년 5월 22일 시베니크에서 파르티잔이 파괴한 전신주 22개에 대한 보복으로 민간인 인질 66명(전신주 1개당 3명의 인질)의 처형을 명령했다.
몬테네그로에서는 인질 할당량이 더 높았다. 1942년 1월, 몬테네그로 총독은 이탈리아 장교가 사망하거나 부상당할 경우 민간인 인질 50명, 이탈리아 부사관 및 일반 병사가 사망하거나 부상당할 경우 민간인 인질 10명을 처형하도록 명령했다.
1942년 4월 24일부터 6월 24일 사이에 이탈리아군은 류블랴나주 전역에서 1,000명 이상의 인질을 처형했다. 시베니크 지구에서는 1942년 4월 23일부터 6월 15일 사이에 240명의 인질이 처형되었고, 같은 시기에 달마티아의 다른 지역에서 470명의 민간인이 보복으로 살해되었다. 1943년 6월 말, 몬테네그로 총독은 바르 강제 수용소에서 180명의 인질을 처형하도록 명령했다.
1941년 10월 11일, 주지사 주세페 바스티아니니는 달마티아 총독령 내에서 활동하는 특별 사법기관인 달마티아 특별 재판소를 설립하여 정치범죄와 공산주의자 조직에 속한 개인을 재판하는 임무를 맡겼다. 이 재판소는 피고인에게 아무런 보장도 없는 성급한 절차로 4건의 재판을 진행하여 48건의 사형 선고를 내렸고, 그 중 35건이 집행되었으며, 다양한 길이의 37건의 징역형을 선고했다.
무솔리니가 1941년 10월 24일 내린 법령은 특별재판소를 달마티아 특별법원으로 대체했는데, 이 법원은 특별재판소의 기능을 인계받아 광범위한 관할권을 가졌다. 특별재판소와 마찬가지로 특별법원도 신속하고 비공식적이며 자의적으로 운영되었다. 점령자와 그 조력자들의 범죄를 조사하는 유고슬라비아 국가위원회의 통계에 따르면, 총 5,000명이 이탈리아 법원의 재판 대상이 되었고, 법원은 그들 중 500명에게 사형을 선고했다. 나머지는 장기 징역형, 강제 노동 할당, 또는 강제 수용소 이송 등의 처벌을 받았다.
크로아티아 인민공화국 영토 내 전범 피해 위원회에서 1946년까지 수집한 통계에 따르면, 이탈리아 당국은 협력자들과 함께 달마티아, 이스트리아, 고르스키 코타르, 크로아티아 해안에서 30,795명의 민간인(강제 수용소와 감옥에서 살해된 사람 제외)을 살해했으며, 이는 9,657명의 파르티잔과 비교된다.
2012년 슬로베니아 인구 조사에 따르면 이탈리아 점령군은 6,400명의 슬로베니아 민간인 사망에 책임이 있는 것으로 나타났다.

#### 기타 파르티잔 진압 조치

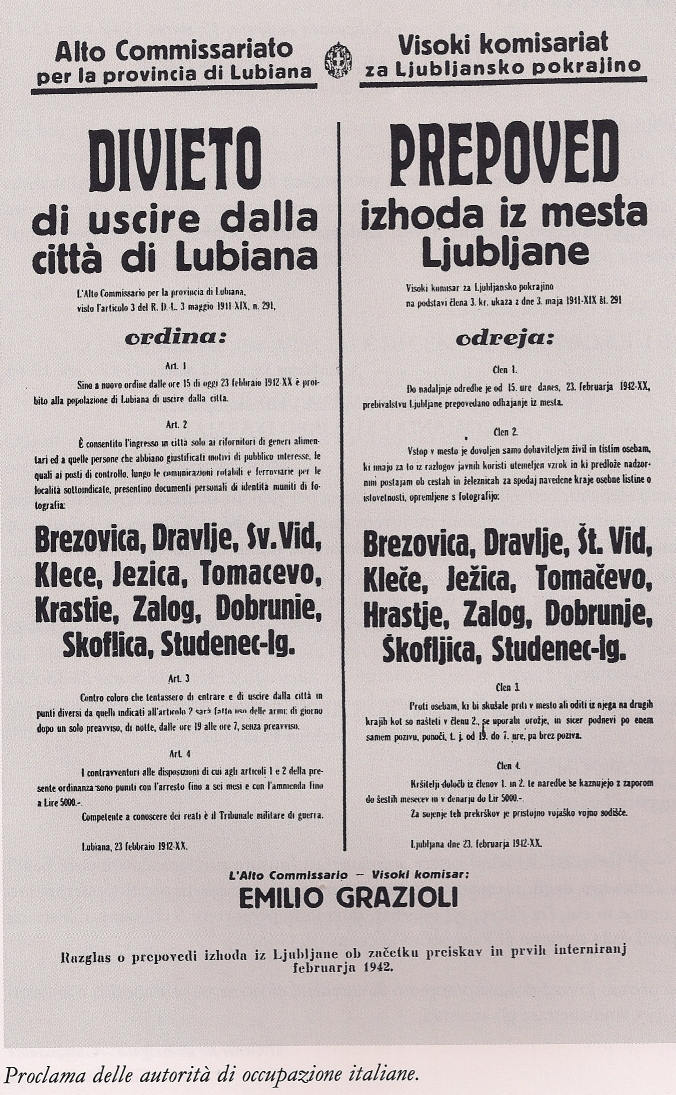
철조망으로 둘러싸인 류블랴나로의 진입을 금지하는 이탈리아 포스터

이탈리아 점령군은 단독으로 또는 나치 동맹국과 함께 파르티잔 저항을 제거하기 위한 잔혹한 공세를 포함한 많은 무장 행동을 감행했다. 여기에는 보스니아의 백색 작전이 포함되는데, 독일, 이탈리아 및 연합된 협력군이 12,000명의 파르티잔과 3,370명의 민간인을 살해했으며, 1,722명의 민간인을 강제 수용소로 보냈다. 블랙 작전 공세 중 독일, 이탈리아 및 연합군은 7,000명의 파르티잔(총 22,000명의 파르티잔 병력 중 3분의 2가 사망하거나 부상당함)을 살해했으며, 2,537명의 민간인을 처형했다.

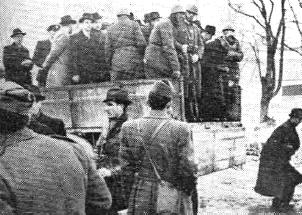
1942년 류블랴나에서 이탈리아군이 민간인들을 대량 체포하는 모습. 이들 중 상당수는 강제 수용소로 보내지거나 인질로 총살당했다.

류블랴나 주에서는 1941년 7월 이탈리아군이 잘 무장된 병력 8만 명을 동원하여 주 대부분을 해방시킨 2,500~3,000명의 열악하게 무장한 파르티잔을 공격했다. 이탈리아 장군 마리오 로보티는 무기나 위조 신분증을 소지한 모든 사람을 현장에서 사살하고, 군사 연령의 대부분 남성은 강제 수용소로 보내도록 명령했다. 이탈리아군에게 총격이 가해지거나 탄약이 발견되거나 소유주가 파르티잔에게 환대를 베푼 모든 건물은 파괴되어야 했다. 이탈리아군 병사들은 파르티잔을 지원하는 작물을 불태우고 가축을 죽이고 마을을 불태우라는 명령을 받았다. 저항을 파괴하기 위해 이탈리아 점령군은 수도 류블랴나를 철조망, 벙커, 통제 지점으로 완전히 포위했다. 민간인, 특히 파르티잔과 그 지지자들의 가족들은 수만 명씩 이탈리아 강제 수용소로 보내졌고, 1942년 7월 고리치아에서 이탈리아 장군들과 무솔리니 사이의 회의에서 그들은 필요한 경우 류블랴나주 주민 33만 명 전원을 강제로 추방하고 그 자리를 이탈리아인으로 대체하는 데 동의했다.
로아타 장군과 로보티 장군, 파시스트 위원 에밀리오 그라치올리 등 유고슬라비아인에 대한 수많은 전쟁 범죄에 책임이 있는 이탈리아인들은 단 한 명도 재판에 회부되지 않았다.

#### 문화유산 파괴
1942년 이탈리아 파시스트 군대는 병영과 콘크리트 벙커를 건설하기 위해 중세 크닌의 성 바르톨로메오 대성당의 유적을 완전히 파괴했다.

### 그리스

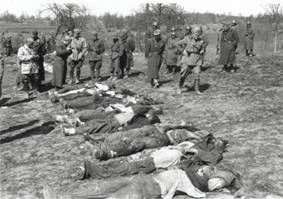
도메니콘 학살 중 처형된 그리스 민간인들의 시체 사이를 걷는 이탈리아 군인들.

유사한 현상이 전후 그리스에서도 곧바로 발생했다. 이탈리아의 그리스 점령은 종종 잔혹했으며, 도메니콘 학살과 같은 보복을 초래했다. 그리스 정부는 이탈리아 점령군이 110,000채의 건물을 파괴하고 다양한 원인으로 인해 60억 달러(1938년 환율)의 경제적 피해를 입혔으며, 11,000명의 민간인을 처형했다고 주장했다. 직접적 및 간접적 파괴 비율 측면에서 이는 독일 점령군에 귀속된 수치와 거의 동일했다. 이탈리아인들은 또한 국가 대부분을 점령하는 동안 그리스 대기근을 주재했으며, 독일인과 함께 그리스의 모든 가치 있는 것들, 심지어 점령군을 위한 식량까지 광범위하게 약탈하는 정책을 시작하여 기근에 책임이 있었다. 궁극적으로 그리스 대기근은 300,000명의 그리스 민간인의 죽음으로 이어졌다. 교황 비오 12세는 당시 서신에서 파시스트 이탈리아 정부와 독일인 모두에게 사망에 대한 직접적인 책임을 물었다. "그리스의 추축국 당국은 옥수수, 포도, 올리브, 건포도 등 굶주리는 주민들의 모든 수확물을 강탈하고 있습니다. 채소, 생선, 우유, 버터까지 압수하고 있습니다... 이탈리아는 점령국이며, 이탈리아는 그리스 국민에게 적절한 식량을 공급할 책임이 있습니다... 전쟁 후 그리스의 이야기는 이탈리아, 즉 파시스트 이탈리아의 명성에 지워지지 않는 오점이 될 것입니다."
1950년대에 두 명의 이탈리아 영화 제작자가 이탈리아의 그리스 침공과 그에 따른 점령을 "부드러운 전쟁"으로 묘사했다는 이유로 투옥된 후, 이탈리아 대중과 언론은 집단 기억을 억압할 수밖에 없었다. 기억의 억압은 이탈리아의 역사 수정주의로 이어졌고, 2003년 이탈리아 언론은 실비오 베를루스코니의 "베니토 무솔리니는 사람들을 휴가 보냈을 뿐"이라는 발언을 보도했다.

### 알바니아
이탈리아는 1939년 4월 7일 알바니아 왕국을 침공했다. 알바니아는 1939년 4월 12일까지 빠르게 점령되어 통치자 조그 1세는 망명해야 했다. 이후 알바니아는 이탈리아 왕실과 동군연합을 이룬 보호령으로서 이탈리아 제국의 일부가 되었다. 이탈리아 시민들은 식민지 개척자로서 알바니아에 정착하여 점차 이탈리아 영토로 만들 수 있도록 토지를 소유하기 시작했다. 알바니아의 이탈리아화는 무솔리니의 계획 중 하나였다.
1940년부터 이탈리아 통치에 대한 알바니아의 저항이 커지면서 알바니아 인구에 대한 억압적이고 징벌적인 조치가 증가했다. 1943년 7월 14일-18일, 이탈리아군은 말라카스터 마을 주변에서 대규모 대파르티잔 작전을 수행하여 80개의 알바니아 마을을 파괴하고 수백 명의 민간인을 살해했다. 알바니아 국가 저항 연구소의 통계에 따르면, 이탈리아 점령군은 28,000명의 사망자, 12,600명의 부상자, 43,000명의 강제 수용소 수감자, 61,000채의 불탄 주택, 850개의 파괴된 마을에 책임이 있다.

### 홀로코스트

#### 리비아
1938년 반유대주의적 인종 선언문이 통과된 후, 리비아 유대인의 상황은 악화되었다.
1942년 이탈리아 당국에 의해 2,600명의 유대인이 지아도 강제 수용소로 보내졌고, 그들은 1943년 1월 영국군에 의해 해방될 때까지 그곳에 머물렀다. 564명의 수감자가 발진티푸스와 다른 고난으로 사망했다.

#### 소련
최소 한 건의 기록된 사례에서, 소련 침공에 참여한 이탈리아군은 붙잡힌 유대인 집단을 독일 특수작전특공대 부대가 살해하도록 넘겨주었다.

#### 이탈리아
이탈리아 유대인에 대한 억압은 1938년 베니토 무솔리니의 파시스트 정권에 의해 인종 분리 법률이 제정되면서 시작되었다. 이는 1943년 9월 독일군이 이탈리아를 점령하고 괴뢰 국가인 이탈리아 사회공화국 (RSI)을 수립하면서 바뀌었고, 즉시 그곳에서 발견된 유대인을 박해하고 추방하기 시작했다.
1943년 11월, RSI의 파시스트 당국은 베로나 의회에서 이탈리아 유대인을 "적국인"으로 선언하고 유대인에 대한 기소 및 체포에 적극적으로 참여하기 시작했다. 처음에는 이탈리아 항복 후 이탈리아 경찰은 독일 당국의 요청이 있을 때만 유대인 검거를 도왔다. 유대인을 외국인, 전시에는 적으로 선언한 베로나 선언과 함께 상황이 바뀌었다. 1943년 11월 30일 RSI 내무부 장관 귀도 부파리니 귀디가 발표한 경찰 명령 제5호는 이탈리아 경찰에게 유대인을 체포하고 그들의 재산을 몰수하도록 명령했다.
이탈리아에서 홀로코스트 기간 동안 체포된 모든 유대인 중 약 절반은 1944년 이탈리아 경찰에 의해 체포되었다.
1943년 9월 이전 이탈리아에 거주하던 약 44,500명의 유대인 중 7,680명은 홀로코스트 기간 동안 살해되었고(대부분 아우슈비츠에서), 거의 37,000명은 생존했다.

### 이탈리아 전범 목록
다음은 전쟁 행위에 연루된 이탈리아의 고위 군인 또는 기타 관리들의 목록이다. 여기에는 전쟁법의 중대한 위반으로 기소된 하급 장교도 포함된다. 특정 인물이 목록에 포함되었다고 해서 해당 인물이 사법 재판소에서 전쟁 범죄자로 인정되었다는 의미는 아니다. 관련 섹션에서 언급되었듯이, 영국 정부의 외교 활동과 후속적인 일반 사면으로 인해 법정에 회부된 사건은 극히 드물다.
목록에 포함되는 기준은 신뢰할 수 있는 문서화된 출처의 존재이다.
- 베니토 무솔리니: 1936년 제2차 이탈리아-에티오피아 전쟁 중 무솔리니는 수백 톤의 이페리테, 포스젠, 화염 탄약을 공중 폭탄과 포병 및 박격포탄의 형태로 제조/구매하도록 명령했다.
- 피에트로 바돌리오: 1936년 제2차 이탈리아-에티오피아 전쟁 중 바돌리오는 이탈리아군 총사령관으로서 적군에 독가스 사용을 승인했다.
- 빈첸초 말리오코: 제2차 이탈리아-에티오피아 전쟁 중 말리오코는 화학 무기 사용 명령을 수행하는 데 주로 책임이 있는 장군 중 한 명이었다. 그는 1936년 전사했다.[90]
- 로돌포 그라치아니: 1950년 군사 재판소는 그라치아니에게 이탈리아 사회공화국 국방장관 시절 나치와의 협력에 대한 처벌로 19년형을 선고했지만(몇 달 후 석방됨). 그는 리비아 평정의 핵심 인물이었으며 예카티트 12로 알려진 에티오피아인 대량 학살을 승인했다.
- 피에트로 말레티: 이탈리아의 에티오피아 점령 기간 중, 1937년 5월 18일에서 22일 사이에 말레티의 지휘를 받는 이탈리아 및 리비아 군대는 데브레 리바노스 수도원에서 수도승 297명과 수도원에서 봉사하는 평신도 23명, 그리고 수도원의 수호성인을 기념하기 위해 온 많은 순례자들을 포함하여 1700명에서 2100명의 사람들을 학살했다. 말레티는 1940년 전사했다.
- 에밀리오 데 보노: 리비아 평정의 핵심 인물. 독가스와 강제 수용소 사용의 열렬한 옹호자로, 수만 명의 민간인 사망을 초래했다. 저항군에 대한 대규모 사형 선고에 책임이 있다. 1944년, 데 보노는 베로나 재판에서 유죄 판결을 받은 후 처형되었다.[91]
- 알레산드로 피르치오 비롤리: 이탈리아령 몬테네그로의 총독. 그는 이탈리아인 1명당 몬테네그로 민간인 50명을 처형하고, 이탈리아인이 부상당할 경우 10명을 처형하도록 명령했다. 비롤리는 재판에 회부되지 않았고 1962년에 사망했다.

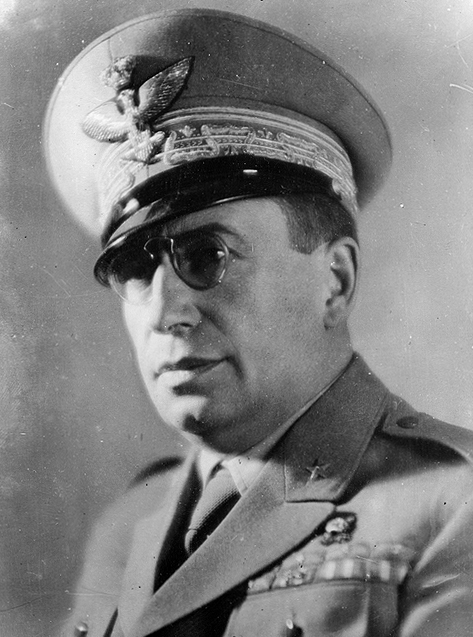
마리오 로아타 (1887년–1968년): 유고슬라비아에서 "야수"라고 불린 이탈리아 장군으로 전쟁 범죄 혐의를 받았다.

- 마리오 로아타: 1941년–1943년, 류블랴나주의 22개월 동안 로아타는 전체 인구의 7.5%에 해당하는 25,000명의 사람들을 강제 이주시켰다. 유럽에서 가장 과감한 작전 중 하나였던 이 작전은 랍 섬, 고나르스, 모니고(트레비소), 레니치 단지아리, 키에사누오바 등지에 이탈리아 강제 수용소를 가득 채웠다. 생존자들은 전쟁 후 이탈리아 국가로부터 아무런 보상도 받지 못했다. 그는 류블랴나 주 주둔 제2이탈리아군 사령관으로서 억류 외에도 즉결처형, 인질 잡기, 주택과 마을 불태우기를 명령했으며,[93][94] 이로 인해 전쟁 후 유고슬라비아 정부는 그를 전쟁 범죄로 인도하려 했으나 실패했다. 그는 "이에는 이가 아니라, 이에는 머리다" ("Non dente per dente, ma testa per dente")라고 말한 것으로 인용되었고, 로보티는 1942년에 "충분히 죽이지 못한다!" ("Non si ammazza abbastanza!")라고 말한 것으로 인용되었다.[95] "1942년 3월 1일, 그는 (로아타) '3C'라는 제목의 팜플렛을 그의 지휘관들에게 배포했는데, 이는 군사 개혁과 즉결 처형, 인질 잡기, 보복, 억류, 주택 및 마을 불태우기를 통해 슬라브 인구를 침묵시키기 위한 가혹한 조치를 명시하고 있었다. 그의 계산에 따르면, 군사적 필요성은 선택의 여지가 없었고, 법은 형식적인 준수만을 요구했다. 로아타의 무자비한 파르티잔 봉기 진압은 세르비아인과 유대인 모두를 이탈리아 동맹국인 독일과 크로아티아의 박해로부터 구한 사실로 완화되지 않았다. 그의 감시 아래, 제2군의 유고슬라비아 인구에 대한 폭력 기록은 독일군에 필적했다. 민간인에 대한 선전포고와 다름없는 로아타의 '3C' 팜플렛은 그를 전쟁 범죄에 연루시켰다."[94] 로아타의 병사 중 한 명은 1942년 7월 1일 집에 편지를 써서 "우리는 무고한 사람들을 가리지 않고 위에서 아래까지 모든 것을 파괴했습니다. 우리는 매일 밤 온 가족을 때려죽이거나 총살했습니다"라고 썼다.[96] 무솔리니 정부의 외무장관 갈레아초 치아노가 이탈리아군이 모든 슬로베니아인을 죽이기를 원했던 파시스트 당 사무총장과의 회의를 묘사하며 언급했듯이: (...) 나는 그들(슬로베니아인)이 백만 명에 달한다고 감히 말했습니다. 그는 단호하게 답했습니다. 상관없습니다. 우리는 아스카리 (잔혹함으로 악명 높은 에리트레아 보조 병력)를 본받아 그들을 전멸시켜야 합니다.[97]

- 마리오 로보티: 슬로베니아와 크로아티아 주둔 이탈리아 제11군단 사령관은 1942년 6월 무솔리니로부터 받은 지시에 따라 "모든 슬로베니아인을 투옥하고 이탈리아인으로 대체하는 데 반대하지 않는다. 다시 말해, 정치적 및 민족적 경계가 일치하도록 조치를 취해야 한다"는 명령을 내렸다. 이는 민족 청소 정책에 해당했다.[98]
- 니콜라 벨로모: 1941년 영국인 포로를 살해하고 다른 포로를 부상 입힌 혐의로 재판을 받고 유죄 판결을 받은 이탈리아 장군이었다. 그는 연합군에 의해 처형된 몇 안 되는 이탈리아 전범 중 한 명이었고, 영국군에 의해 처형된 유일한 인물이었다.
- 이탈로 시모니티는 이탈리아 사회공화국의 제4 몬테로사 알프스 사단 대위로, 1945년 미국인 포로 처형에 연루되어 처형되었다. 그는 미군에 의해 처형된 유일한 이탈리아 전범이었다. 시모니티의 부하 베네데토 필론은 종신형을 선고받았다. 그는 나중에 이탈리아 구금 시설로 이송되었지만, 1951년 1월 법무장관 아틸리오 피치오니의 사면으로 석방되었다.[99]
- 피에트로 카루소는 독일군 점령 당시 로마 파시스트 경찰의 수장이었다. 그는 1944년 3월 아르데아티네 학살을 조직하는 데 일조했다. 로마가 연합군에 의해 해방된 후 그는 같은 해 9월 이탈리아 법원에서 재판을 받고 처형되었다.
- 귀도 부파리니 귀디는 이탈리아 사회 공화국의 내무부 장관이었다. 유럽 전쟁 종전 직후 그는 이탈리아 법원에서 전쟁 범죄로 유죄 판결을 받고 처형되었다.
- 피에트로 코흐는 파르티잔을 추적하고 추방자들을 검거하는 데 전념하는 공화 경찰단의 특수 부대인 코흐 반다의 수장이었다. 그의 무자비한 극단주의는 동료 파시스트들에게도 우려를 샀고, 그들은 1944년 10월 그를 체포했다. 그 후 그는 연합군에 체포되었고 나중에 이탈리아 법원에서 전쟁 범죄로 유죄 판결을 받고 처형되었다.

유고슬라비아와 그리스가 전쟁 범죄로 수배한 인물들의 CROWCASS 목록에는 여러 이탈리아인들의 이름이 올라 있다.

## 같이 보기
- 이탈리아 브라바 젠테
- 이탈리아 파시즘
- 이탈리아 파시즘과 인종주의
- 반이탈리아주의
- 이탈리아 추축국 전쟁 범죄
- 이탈리아의 홀로코스트
- 이탈리아계 미국인 억류
- 이탈리아 내전
- 전쟁범죄 목록
- 제2차 세계 대전 기간 연합국의 전쟁 범죄
- 영국이 저지른 전쟁 범죄
- 독일이 저지른 전쟁 범죄
- 일본의 전쟁 범죄
- 소련이 저지른 전쟁 범죄
- 미국이 저지른 전쟁 범죄